# Anita Sokołowska
Anita Sokołowska (ur. 25 stycznia 1976 w Lublinie) – polska aktorka.

## Życiorys
Ukończyła Państwową Wyższą Szkołę Filmową, Telewizyjną i Teatralną w Łodzi.
Podczas studiów otrzymała propozycję zagrania roli Stefci Rudeckiej w telewizyjnej wersji Trędowatej w reżyserii Wojciecha Raweckiego i Krzysztofa Langa. Później zagrała w serialu kryminalnym Sfora. Współpracowała również m.in. z Maciejem Wojtyszko, Maciejem Pieprzycą czy Maciejem Dejczerem.
Jako aktorka zadebiutowała na scenie Teatru Studyjnego rolą Klary w Ślubach panieńskich (reż. Jan Machulski. W tym samym roku zagrała Kordelię w Królu Learze. Później współpracowała z Teatrem im. Juliusza Osterwy w Lublinie i Teatrem Nowym w Łodzi, gdzie w spektaklu Kazimierza Dejmka Hamlet wcieliła się w postać Ofelii. W 2007 została etatową aktorką Teatru Polskiego im. Hieronima Konieczki w Bydgoszczy. Rok później została nagrodzona na Festiwalu Prapremier za rolę kobiecą w dwóch spektaklach: Witaj/Żegnaj Jana Klaty i Nordost Grażyny Kani.
Za występ w monodramie Komornicka. Biografia pozorna, stworzonym w 2012 z reżyserem Bartkiem Frąckowiakiem, została doceniona przez krytyków teatralnych, m.in. w rankingu „Najlepsza, najlepszy, najlepsi sezonu 2011/2012” miesięcznika „Teatr” została sześciokrotnie wyróżniona w kategorii „Najlepsza” oraz dostała wyróżnienie na Wystawienie Polskiej Sztuki Współczesnej. W tym samym roku została mianowana do Nagrody im. Aleksandra Zelwerowicza przez miesięcznik „Teatr”, a w 2013 była nominowana do nagrody Bydgoszczanin roku za rok 2012. Za rolę w spektaklu Pawła Łysaka Wiśniowy sad Antoniego Czechowa została wyróżniona w podsumowaniu roku 2013. Jej rola w Wielkim Gatsbym Michała Zadary spotkała się z pozytywnym odbiorem wśród krytyków. W 2015 zagrała Izabelę Łęcką w spektaklu Wojciecha Farugi Lalka. Najlepsze przed nami, którego premiera odbyła się w stołecznym Teatrze Powszechnym im. Zygmunta Hubnera. W 2017, razem z częścią zespołu w wyrazie solidarności z dyrektorem, odeszła z Teatru Polskiego w Bydgoszczy.

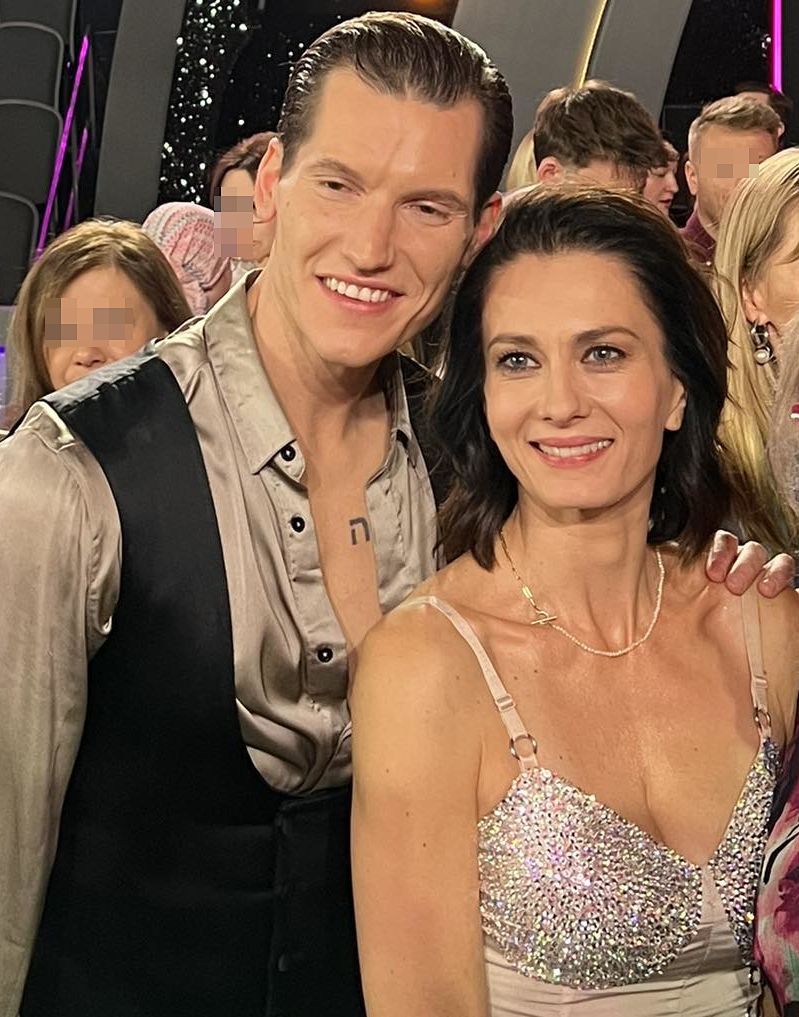
Sokołowska i Jacek Jeschke w programie rozrywkowym Dancing with the Stars. Taniec z gwiazdami (2024)

Popularność przyniosła jej rola doktor Leny Starskiej w serialu TVP2 Na dobre i na złe i Zuzy Markiewicz serialu Polsatu Przyjaciółki (2012–2023). W 2016 otrzymała nominację do Telekamery w kategorii aktorka.
W 2013 została wyróżniona nagrodą marszałka województwa kujawsko-pomorskiego.
Uczestniczyła w programach rozrywkowych telewizji Polsat: Top Chef. Gwiazdy od kuchni (2016) i Dancing with the Stars. Taniec z gwiazdami (2024), którego została zwyciężczynią. Ponadto była jurorką programu The Brain. Genialny umysł (2017).
Jej mężem był Rafał Malinowski. Z nieformalnego związku z reżyserem teatralnym – Bartoszem Frąckowiakiem, ma syna – Antoniego.

## Filmografia
| Rok       | Tytuł                                                 | Rola                             | Uwagi       |
| --------- | ----------------------------------------------------- | -------------------------------- | ----------- |
| 1999–2000 | Trędowata                                             | Stefcia Rudecka                  | dwie role   |
| 1999–2000 | Trędowata                                             | Zuzanna Korab-Rudecka            | dwie role   |
| 2002      | Sfora                                                 | Anita, żona Nowickiego           |             |
| 2003      | Na dobre i na złe                                     | Matylda Różańska, żona Jerzego   | odc. 141    |
| 2003      | Miodowe lata                                          | Hania Kalicka                    | odc. 117    |
| 2003      | Kasia i Tomek                                         | psycholog                        | odc. 25     |
| 2004–2018 | Na dobre i na złe                                     | dr n. med. Milena Starska        |             |
| 2004      | Czego się boją faceci, czyli seks w mniejszym mieście | prawniczka Joanna Wysocka        |             |
| 2005      | Pensjonat pod Różą                                    | Alina                            | odc. 88, 89 |
| 2005      | Klinika samotnych serc                                | Grażyna Broniecka                | odc. 13, 14 |
| 2006      | Kochaj mnie, kochaj!                                  | Hania                            |             |
| 2006      | Fałszerze – powrót Sfory                              | Anita, żona Nowickiego           |             |
| 2007      | Testosteron                                           | matka Kornela                    |             |
| 2012      | Prawo Agaty                                           | Beata Chojecka, żona Marcina     | odc. 23, 28 |
| 2012      | Misja Afganistan                                      | Joanna Biskupska                 |             |
| 2012      | Hotel 52                                              | Sonia Sawicka                    | odc. 66     |
| 2012–2023 | Przyjaciółki                                          | Zuzanna Markiewicz               |             |
| 2016      | Komisarz Alex                                         | Sylwia Warska, była żona Konrada | odc. 103    |
| 2016      | Bodo                                                  | Adela                            |             |
| 2019      | Jak poślubić milionera?                               | taksówkarka Marta                |             |
| 2020      | Jak zostać gwiazdą                                    | Małgosia, matka „Ostrej”         |             |
| 2020      | Osiecka                                               | działaczka ZMP na Uniwersytecie  | odc. 2      |
| 2021      | Furioza                                               | Małgorzata, adwokatka „Mrówki”   |             |
| 2024      | Gra z Cieniem                                         | doktor Ewa, przyjaciółka Heleny  |             |
| 2024      | Dalej jazda!                                          | Barbara Gugulak                  |             |
| 2024      | Bez słów                                              | Agnieszka                        |             |
| 2025      | Vinci 2                                               | Basia                            |             |
| 2025      | Niebo. Rok w piekle                                   |                                  |             |

### Dubbing
| Rok  | Tytuł                          | Rola                                  |
| ---- | ------------------------------ | ------------------------------------- |
| 1999 | Mała choinka i jej przyjaciele | Stefcia Rudecka/Zuzanna Korab-Rudecka |
| 2011 | Fuksja – mała czarodziejka     | Anita, żona Nowickiego                |
| 2011 | Panna Minoes – kocia agentka   | pani Ellemeet                         |
| 2011 | Gooby                          |                                       |
| 2011 | Benek rozrabiaka               |                                       |
| 2013 | Niesamowity świat Gumballa     | panna Simian/babcia Jojo              |

### Współpraca reżyserska
- 2012: W sypialni

### Produkcja
- 2003: Polowanie (etiuda szkolna)

## Teatr
| Rok  | Tytuł                                                     | Reżyser             | Rola                                              | Teatr                                                                               |
| ---- | --------------------------------------------------------- | ------------------- | ------------------------------------------------- | ----------------------------------------------------------------------------------- |
| 1998 | Śluby panieńskie                                          | Jan Machulski       | Klara                                             | Teatr Studyjny w Łodzi                                                              |
| 1999 | Król Lear                                                 | Jan Machulski       | Kordelia                                          | Teatr Studyjny w Łodzi                                                              |
| 2000 | Diabelskie nasienie                                       | Krzysztof Babicki   | Małgorzata                                        | Teatr im. Juliusza Osterwy w Lublinie                                               |
| 2001 | Damy i huzary                                             | Edward Wojtaszek    | Zofia                                             | Teatr im. Juliusza Osterwy w Lublinie                                               |
| 2001 | Dlaczego nie                                              | Krzysztof Kaczmarek |                                                   | Teatr Zwierciadło Łódź                                                              |
| 2001 | Sen pluskwy                                               | Kazimierz Dejmek    | Lubka                                             | Teatr Nowy w Łodzi                                                                  |
| 2001 | Kadisz                                                    | Remigiusz Brzyk     | Chawa                                             | Teatr Nowy w Łodzi                                                                  |
| 2002 | Wesele Figara                                             | Ondrej Spisak       | Cherubin                                          | Teatr Nowy w Łodzi                                                                  |
| 2003 | Hamlet                                                    | Kazimierz Dejmek    | Ofelia                                            | Teatr Nowy w Łodzi                                                                  |
| 2003 | Komedia omyłek                                            | Maciej Prus         | Lucjana                                           | Teatr Nowy w Łodzi                                                                  |
| 2006 | Nieprzyjaciel                                             | Jan Bratkowski      | Elżbieta                                          | Teatr Nowy w Łodzi                                                                  |
| 2007 | Niebo                                                     | Anna Jadowska       |                                                   | Teatr Stara ProchOFFnia Warszawa                                                    |
| 2007 | Przebudzenie wiosny                                       | Wiktor Rubin        | Pani Gabor / Pani Bergmann / Ilza                 | Teatr Polski im. Hieronima Konieczki w Bydgoszczy                                   |
| 2007 | Nordost                                                   | Grażyna Kania       | Tamara / Lekarka internistka / Łotyszka / Wdowa   | Teatr Polski im. Hieronima Konieczki w Bydgoszczy                                   |
| 2007 | Drugie zabicie psa                                        | Wiktor Rubin        | Lena                                              | Teatr Polski im. Hieronima Konieczki w Bydgoszczy                                   |
| 2008 | O zwierzętach                                             | Łukasz Chotkowski   |                                                   | Teatr Polski im. Hieronima Konieczki w Bydgoszczy                                   |
| 2008 | Witaj/Żegnaj                                              | Jan Klata           |                                                   | Teatr Polski im. Hieronima Konieczki w Bydgoszczy                                   |
| 2009 | Łaknąć                                                    | Łukasz Chotkowski   |                                                   | Teatr Polski im. Hieronima Konieczki w Bydgoszczy                                   |
| 2009 | Ksiądz H., czyli Anioły w Amsterdamie                     | Bartosz Frąckowiak  | Ksiądz Helena / Helena                            | Teatr Polski im. Hieronima Konieczki w Bydgoszczy                                   |
| 2009 | Płatonow                                                  | Maja Kleczewska     |                                                   | Teatr Polski im. Hieronima Konieczki w Bydgoszczy                                   |
| 2010 | Joanna D’Arc. Proces w Rouen                              | Remigiusz Brzyk     |                                                   | Teatr Polski im. Hieronima Konieczki w Bydgoszczy                                   |
| 2010 | Opowiem wam bajkę                                         | Paweł Łysak         |                                                   | Muzeum Powstania Warszawskiego                                                      |
| 2010 | Mleko                                                     | Paweł Łysak         |                                                   | Teatr Polski im. Hieronima Konieczki w Bydgoszczy                                   |
| 2011 | Wielki Gatsby                                             | Michał Zadara       | Catherine / Lucille                               | Teatr Polski im. Hieronima Konieczki w Bydgoszczy                                   |
| 2012 | Opowieści zimowe                                          | Iga Gańczarczyk     | Choinka / Lilia / Królowa Śniegu                  | Teatr Polski im. Hieronima Konieczki w Bydgoszczy                                   |
| 2012 | Komornicka. Biografia pozorna                             | Bartosz Frąckowiak  |                                                   | Scena Prapremier InVitro Lublin                                                     |
| 2012 | Komornicka. Biografia pozorna                             | Bartosz Frąckowiak  | Teatr Polski im. Hieronima Konieczki w Bydgoszczy |                                                                                     |
| 2013 | Wiśniowy sad                                              | Paweł Łysak         | Lubow Andrejewna Raniewska                        |                                                                                     |
| 2014 | Afryka                                                    | Bartosz Frąckowiak  |                                                   |                                                                                     |
| 2015 | Murzyni                                                   | Iga Gańczarczyk     |                                                   | Teatr Polski im. Hieronima Konieczki w Bydgoszczy                                   |
| 2015 | Lalka. Najlepsze przed nami                               | Wojciech Faruga     | Izabela Łęcka                                     | Teatr Powszechny im. Zygmunta Hubnera w Warszawie                                   |
| 2016 | Krew na kocim gardle, czyli Marilyn Monroe kontra wampiry | Anja Susa           |                                                   |                                                                                     |
| 2016 | Solidarność. Rekonstrukcja                                | Paweł Wodziński     |                                                   | Teatr Polski im. Hieronima Konieczki w Bydgoszczy                                   |
| 2017 | Workplace                                                 | Bartosz Frąckowiak  |                                                   | Teatr Polski im. Hieronima Konieczki w Bydgoszczy                                   |
| 2018 | Modern Slavery                                            | Bartosz Frąckowiak  |                                                   | Biennale Warszawa w Departamencie Obecności (Muzeum Sztuki Nowoczesnej w Warszawie) |